# إنديانابوليس 500 سنة 2006
سباق إنديانا بوليس -500 ميل 2006 أقيم في حلبة إنديانابوليس موتور سبيدواي في 28 مايو 2006 وفاز في السباق سام هورنيش، الابن من فريق فريق بنسك بمتوسط سرعة 157.085 ميل/ساعة.
وكان أول المنطلقين سام هورنيش، الابن. بسرعة 228.985 ميل/ساعة.